# Еннетбюрген
Еннетбюрген (нім. Ennetbürgen) — громада  в Швейцарії в кантоні Нідвальден.

## Географія
Громада розташована на відстані близько 75 км на схід від Берна, 5 км на північний схід від Штанса.
Еннетбюрген має площу 9,3 км², з яких на 16% дозволяється будівництво (житлове та будівництво доріг), 49,3% використовуються в сільськогосподарських цілях, 33,8% зайнято лісами, 1% не є продуктивними (річки, льодовики або гори).

## Демографія
2019 року в громаді мешкало 4779 осіб (+10,3% порівняно з 2010 роком), іноземців було 16,3%. Густота населення становила 513 осіб/км².
За віковим діапазоном населення розподілялося таким чином: 16,9% — особи молодші 20 років, 59,5% — особи у віці 20-64 років, 23,6% — особи у віці 65 років та старші. Було 2227 помешкань (у середньому 2,1 особи в помешканні).
Із загальної кількості 1776 працюючих 91 був зайнятий в первинному секторі, 430 — в обробній промисловості, 1255 — в галузі послуг.